# Lydiard Millicent
Lydiard Millicent è un villaggio e una parrocchia civile della contea del Wiltshire che si trova vicino al confine occidentale del distretto di Swindon nel Sud Ovest dell'Inghilterra, Regno Unito. 

## Geografia fisica

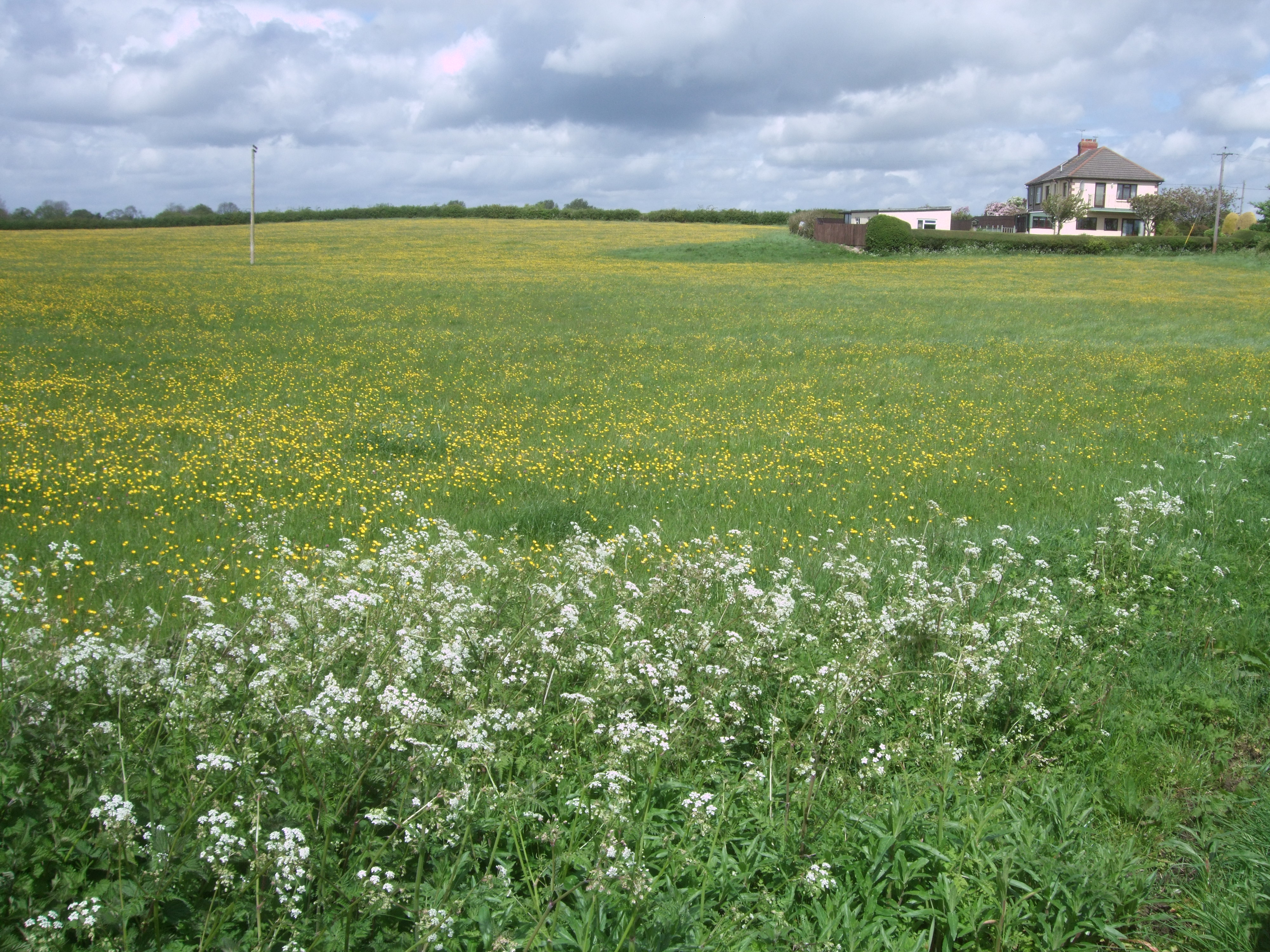
Aree pianeggianti nel territorio di Greatfield

### Territorio
Il territorio della parrocchia civile di Lydiard Millicent occupa una superficie di 6.299 km² con un livello medio sul mare di 121 metri con una forma allungata in direzione est-ovest e confina con Swindon. L'intera parrocchia, eccetto l'estremità orientale, si trovava entro i confini della foresta di Braydon che fu disboscata nel 1330. A nord, sud e est gran parte del confine parrocchiale seguiva e segue i corsi d'acqua. Vi sono affioramenti di terreno fossilifero all'estremità orientale della parrocchia giurassico all'estremità occidentale. Inoltre sono visibili affioramenti di calcare corallino a nord-est mentre a sud-ovest del villaggio di Lydiard Millicent, c'è un altro affioramento di terreno fossilifero su un terreno elevato a Lydiard Green. C'è una piccola area di deriva glaciale a Lydiard Green, e in molte zone vi sono depositi alluvionali prodotti dai corsi d'acqua. Una scarpata attraversa la parrocchia da nord a sud a Green Hill, e arriva a 145 metri di altitudine tra Green Hill e Greatfield, dove si trova il punto più alto della parrocchia, sull'altopiano a est. L'affluente principale del fiume Key nasce sulla scarpata e scorre verso nord lungo la scarpata. A est il terreno è drenato dai corsi d'acqua principali del Ray, il rilievo è dolce, e all'estremità orientale della parrocchia accanto al Ray il terreno si trova a circa 90 metri di altitudine. Il corso del Ray, che segnava il confine della parrocchia, fu spostato verso est e raddrizzato intorno al 1893, quando sulla sua vecchia sponda orientale fu costruito un impianto fognario per Swindon. A ovest della scarpata il terreno è quasi pianeggiante. Il corso d'acqua che è seguito dal confine meridionale della parrocchia è il Woodbridge Brook e, come il Ray, lascia il confine a circa 90 metri di altitudine. Una bassa cresta chiamata Lydiard Plain è, a 105 metri, parte del bacino idrografico del Tamigi e del Bristol Avon. Il Key e il Ray scorrono verso il Tamigi, il Woodbridge Brook verso l'Avon. C'erano campi aperti sulle aree corallifere al centro della parrocchia e c'erano principalmente prati e pascoli sui terreni argillosi a est fino agli anni ottanta, quando il terreno fu edificato, e c'erano vasti boschi sui terreni argillosi a ovest. L'argilla di Oxford a ovest è stata utilizzata per produrre mattoni e, in piccole quantità, il calcare del corallifero è stato estratto. Dal 1997 accanto al ruscello Woodbridge all'estremità occidentale della parrocchia, 15 ettari di terreno prativo sono divenuti una riserva naturale.

## Storia
A parte un'ascia neolitica in pietra verde trovata a Lydiard Plain, ci sono poche prove di attività preistorica nella parrocchia. Gli scavi degli anni ottanta del XX secolo in vari luoghi prima dell'espansione occidentale di Swindon hanno scoperto un'ampia industria manifatturiera di ceramica romano-britannica nela zona di Shaw Ridge, su terreni precedentemente all'interno delle due parrocchie di Lydiard. I resti di fornaci, di materiali da costruzione, di cocci di ceramica e i depositi bruciati suggeriscono che questo tipo di industria prosperò tra il 120 e il 180 d.C. e fornì vasi di ceramica grezza, così come tegole per pavimenti e tetti, per la città romana di Durocornovium e del suo entroterra. Tale industria subì un brusco declino verso la fine del II secolo e la produzione di ceramica riprese su scala ridotta circa un secolo dopo. Una certa continuità di insediamento nella zona può essere suggerita dal nome Lydiard, che si ritiene sia di origine celtica. Nel IX secolo c'era una piccola tenuta e forse un'altra tenuta minore all'interno della parrocchia vicina. Il nome Millicent fu presumibilmente aggiunto intorno al 1200, quando il maniero su cui sorgeva il villaggio era detenuto da Millicent, vedova di William figlio di Hugh, e il suo vicino Lydiard Tregoze era detenuto da Robert Tregoze. La tenuta che divenne il maniero di Lydiard Millicent e quella che divenne il maniero di Lydiard Tregoze, potrebbero essere state due metà di una precedente tenuta chiamata Lydiard. Una chiesa fu costruita a Lydiard Millicent e il maniero apparentemente divenne la sua parrocchia. Prima dei cambiamenti di confine del XX secolo misurava 2.339 acri e comprendeva il villaggio di Lydiard Millicent, il villaggio di Shaw, fattorie periferiche e villaggi chiamati Lydiard Green, Greatfield, Green Hill, Holborn, Nine Elms e Washpool. L'intera parrocchia, eccetto l'estremità orientale, si trovava entro i confini della foresta di Braydon dal 1228. Da allora l'estremità occidentale fu considerata parte del purlieus della foresta e fino al 1630 circa rimase aperta alla foresta e ad altre parti del purlieus. Nel 1984, circa 60 acri all'estremità occidentale furono trasferiti a Brinkworth e lungo il suo confine settentrionale ci furono poi diversi trasferimenti di piccole aree di terra a Lydiard Millicent da Brinkworth e Purton. Con quei cambiamenti di confine del XX secolo, Lydiard Millicent fu ridotta a 1.566 acri.

## Monumenti e luoghi d'interesse
Ci sono vari edifici storici e altri siti d'interesse nel territorio di Lydiard Millicent, in particolare la sua chiesa. 

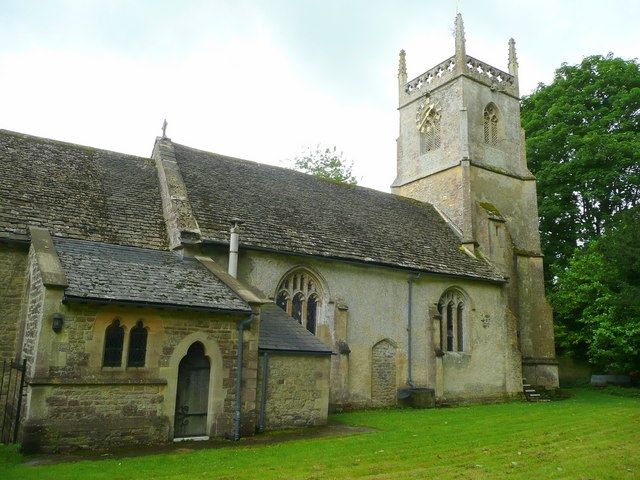
Chiesa di Tutti i Santi

- Chiesa di Tutti i Santi (in inglese All Saint's Church). La chiesa parrocchiale anglicana fu forse fondata da William FitzOsbern, conte di Hereford, che potrebbe averla donata all'abbazia di Cormeilles. La sua fondazione potrebbe risalire a un periodo compreso tra il 1066 e il 1075. La chiesa fu dedicata a Tutti i Santi nel 1763. È composta da un presbiterio con sagrestia a nord, una navata con navata laterale a sud e portico a sud e una torre a ovest. Nella chiesa si trova un fonte battesimale della fine del XII secolo scolpito con arcate. Nel XV secolo la navata fu rifatta e dotata di grandi finestre perpendicolari, che conservano frammenti di vetrate colorate. Nel 1847 la galleria occidentale fu rimossa e la chiesa fu restaurata, nel 1857 fu montato un baldacchino sopra la porta sud e nel 1858 fu costruita una scalinata a torre. Nel 1862 fu arricchita di un leggio in legno intagliato e un organo. Intorno al 1924 fu realizzata una sagrestia occidentale erigendo uno schermo sotto l'arco della torre, e nel 1963 l'organo fu spostato in quella sagrestia e lo schermo fu spostato nell'arco della sagrestia nel presbiterio. Nel 1965 gli arredi nel presbiterio furono rimossi, il pulpito del XVII secolo fu sostituito e i pannelli del leggio convertito furono riutilizzati come parti di una cassa per paramenti. L'English Heritage ha inserito dal 17 gennaio 1955 la chiesa di Tutti i Santi tra gli edifici storici come monumento classificato di seconda categoria col numero 1356045. La chiesa appartiene alla diocesi di Bristol.[8][9][4][10][7]

## Geografia antropica

### Urbanistica
La parrocchia di Lydiard Millicent, che si estendeva fino a est e a ovest, era attraversata da tre strade nord-sud di importanza locale. Quella che collegava Cricklade, Purton, Wootton Bassett e Calne, attraversando l'altura al centro della parrocchia, fu trasformata in strada a pedaggio nel 1791 e smantellata nel 1879. Una strada Cricklade-Marlborough attraversava la parrocchia a est della strada Cricklade-Calne. La sua importanza potrebbe essere diminuita a partire dalla seconda metà del XVIII secolo, quando le strade a pedaggio attraverso altre parrocchie collegavano Cricklade e Marlborough e attraverso le colline di Marlborough non era asfaltata. Il nuovo confine tra Lydiard Millicent e Swindon adottato nel 1980 seguiva la strada che, a sud di Lydiard Millicent, divenne poi parte di un sistema stradale urbano. A ovest della strada Cricklade–Calne fu costruita una nuova strada dritta lungo una strada esistente che andava da nord a sud attraverso Lydiard Plain intorno al 1826 e faceva parte di una strada a pedaggio tra Cirencester e Wootton Bassett autorizzata da un atto del 1810 e fu smantellata nel 1864. Il centro del villaggio di Lydiard Millicent è collegato alle strade nord-sud su entrambi i lati del villaggio da quattro corsie. Una corsia che corre verso nord fino alla strada Cricklade–Calne fornisce un collegamento diretto a Purton. Una che corre verso sud-est fino alla strada Cricklade–Marlborough divenne, o fu un'estensione della, strada del villaggio. All'estremità orientale della parrocchia una corsia est-ovest collegava diverse fattorie di Shaw. All'estremità occidentale, una corsia correva da est a ovest lungo il confine settentrionale della parrocchia e da nord a sud attraverso il bosco. Nel 1766, la sezione est-ovest era chiamata Purton Lane, quella nord-sud Wood Lane. L'intero tratto che incontra la strada Cirencester e Wootton Bassett viene chiamato Wood Lane . Una linea ferroviaria costruita dalla Cheltenham & Great Western Union Railway, che convergeva sulla GWR a Swindon, era in costruzione nel 1839 e fu aperta a nord-ovest e sud-est attraverso l'angolo nord-est della parrocchia nel 1841. La stazione più vicina era a Purton. La linea fu trasferita alla GWR nel 1844, fu per lungo tempo parte della rotta principale tra Londra e il Galles meridionale e occidentale,  e rimase aperta sino al 2004. La stazione di Purton fu chiusa nel 1964. La Swindon & Cheltenham Extension Railway, che estendeva la Swindon, Marlborough & Andover Railway da Rushey Platt vicino a Swindon a Cirencester, fu costruita come linea singola nord-sud attraverso l'estremità orientale della parrocchia e fu aperta nel 1883. Le due ferrovie furono unite come Midland & South Western Junction Railway nel 1884 e la linea fu estesa fino a Cheltenham nel 1891. Rushey Platt era la stazione più vicina. La linea Rushey Platt-Cheltenham fu costruita per passare sotto la linea Swindon-Cheltenham nella parrocchia di Lydiard Millicent. Fu chiusa nel 1964.

### Suddivisioni amministrative e aree limitrofe
Lydiard Millicent è una parrocchia civile nel Wiltshire, Inghilterra, che comprende i Villaggi di Lydiard Millicent e Common Platt, Greatfield, Greenhill, Holborn, Lydiard Green e parte di Nine Elms e Washpool.

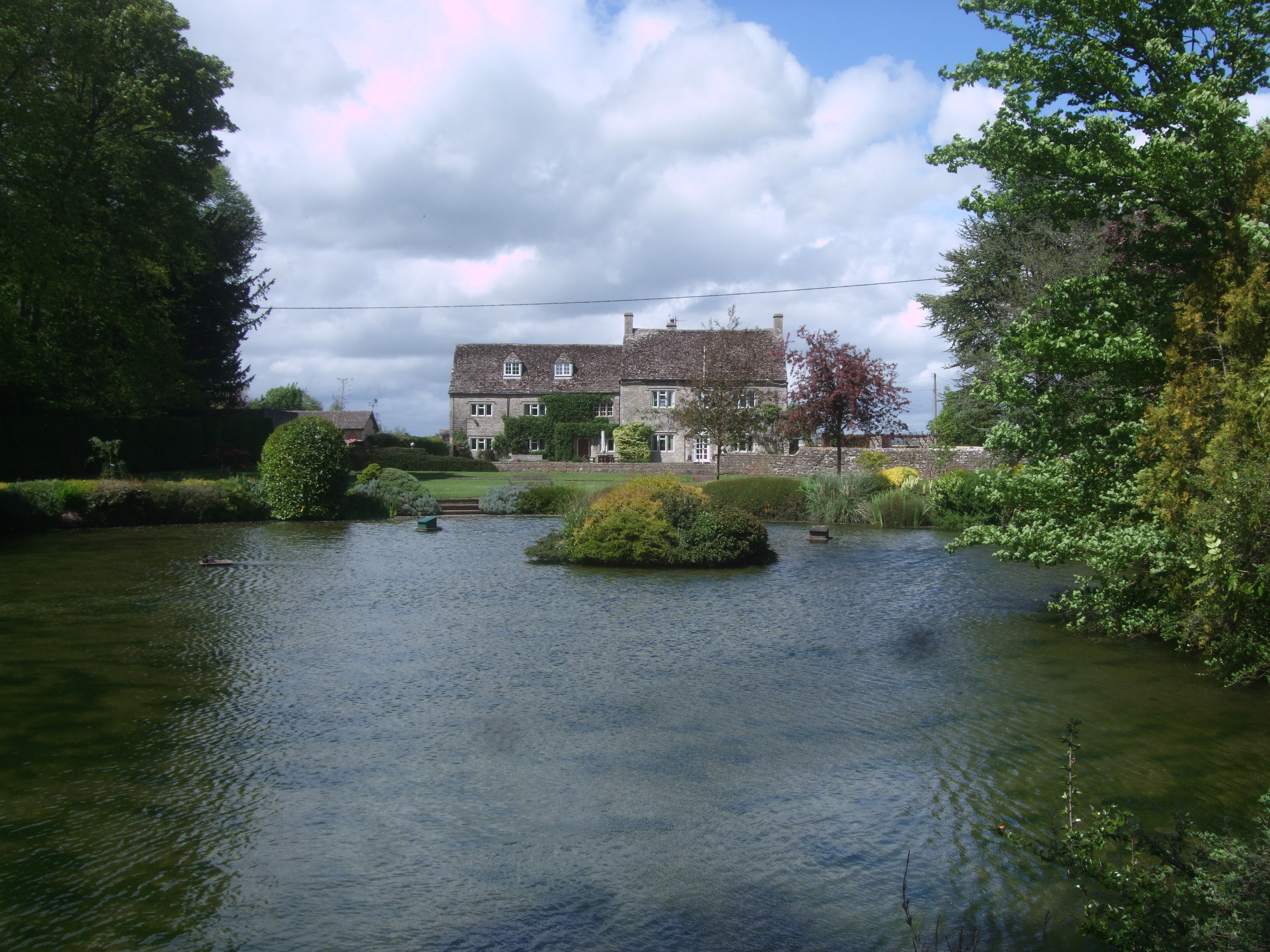
Church Farm a Lydiard Millicent

#### Insediamento antico
Diversi elementi di insediamento nella zona hanno origine celtica e il principale era sviluppato nel IX secolo.

#### Lydiard Millicent
Nel Medioevo a Lydiard Millicent c'era una fattoria demaniale e circa 15 altre fattorie. La chiesa fu costruita su un sito adiacente a quello della fattoria demaniale e la casa nella fattoria a volte era abitata dal signore del maniero e cominciò a essere chiamata casa padronale. La fattoria principale su un maniero rinomato chiamato Chadderton sorgeva lì vicino e nel XVI secolo si diceva che fosse anche una casa padronale. La maggior parte delle altre fattorie probabilmente sorgeva accanto alla strada forse come insediamento pianificato. Se c'era una casa canonica nel Medioevo, il suo sito è sconosciuto e la casa canonica del XVII secolo presumibilmente sorgeva sullo stesso sito a circa 300 metri a sud-ovest della chiesa come quella che esisteva nel 1839. Le tre grandi case che ora si trovano al centro del villaggio di Lydiard Millicent sono Manor House, Church Farm (poi Church Farmhouse) e Old Rectory. La casa padronale di Lydiard Millicent era abitata da alcuni dei signori dal XVI secolo o prima. Era una grande casa e nel XVIII secolo aveva giardini e un piccolo parco a ovest. Gli edifici agricoli sorgevano a nord e all'inizio del XIX secolo quella che apparentemente era un'ala nord della casa padronale era usata come fattoria. La casa padronale fu bruciata nel 1880. Una nuova casa chiamata Manor House fu costruita sul suo sito tra il 1965 e il 1966. A nord si trovavano un fienile del XVIII secolo e una colombaia del XVIII secolo, a sud-est una loggia del XIX secolo accanto alla chiesa e a ovest i muri del giardino, tutti sopravvissuti fino al 2004. La famosa casa padronale di Chadderton fu sostituita da Church Farm che fu costruita all'inizio o a metà del XVII secolo e ampliata in seguito. A sud di quella casa si trovavano due stagni e la strada che conduce a sud-est dalla chiesa mentre la strada del villaggio correva tra gli stagni. Nel 1894 la strada di Purton fu deviata dal lato occidentale dello stagno settentrionale, dove si univa alla strada, al lato orientale dello stagno e lontano da Church Farm. Lo stagno settentrionale divenne un lago ornamentale nel giardino della casa e lo stagno meridionale fu prosciugato a metà del XX secolo. L'agricoltura dagli edifici vicino a Manor House e Church Farm cessò nel XX secolo e nel 2004 la chiesa e le due case sorgevano, leggermente separate dal resto del villaggio, in un ambiente simile a un parco formato dal cimitero e dai giardini delle case.
Il villaggio di Lydiard Millicent ha un centro ben conservato caratterizzato da grandi case con ampi terreni attorno. Il centro contrasta fortemente con Street e Butts, dove ci sono case e cottage di minor pregio costruiti dal XVIII al XX secolo. Contrasta anche con le case popolari e le tenute private costruite nel villaggio a partire dagli anni venti del XX secolo. Il materiale da costruzione predominante era costituito da pietrisco calcareo  tipico della zona. L'intonaco era comunemente applicato e il pietrisco era talvolta rivestito con conci. La fabbricazione di mattoni nella parrocchia era diventata ben consolidata alla fine del XVIII secolo e i mattoni rosso-arancio, talvolta decorati con mattoni vetrificati, vennero ampiamente utilizzati negli edifici della zona. I mattoni erano usati soprattutto per facciate, camini e rivestimenti di edifici altrimenti in pietra. Nel XX secolo furono introdotti nuovi materiali da costruzione e le case popolari furono costruite con blocchi di cemento. Nel 2010 quasi tutti gli edifici lungo la Street, Stone Lane e la strada chiamata Butts erano del XIX secolo o del secolo seguente. Nei primi anni del XIX secolo, sorgevano sulla strada tre piccole fattorie, su siti che probabilmente erano stati occupati da fattorie nel Medioevo. Il Paddock, una casa in pietra a tre campate e due piani con rivestimenti in mattoni, fu costruito a metà del XIX secolo. Non aveva giardini ornamentali ed era inferiore come struttura rispetto alla casa padronale e alla casa della canonica. La maggior parte delle altre case costruite nel XIX secolo erano piccole e diversi cottage, alcuni a coppie e altri in file corte, sorgevano ad angolo retto rispetto alla strada o ai Butts. Nel 1839 c'erano circa 20 cottage e piccole case nella strada, quattro sorgevano sul lato nord-est all'estremità nord-ovest, quasi tutti gli altri vicino al centro del lato sud-ovest. Nel 1851 fu costruita una nuova casa sul lato nord-est e un'altra sul lato sud-ovest vicino al Paddock tra il 1899 e il 1910. La canonica a sud-ovest della chiesa era raggiungibile tramite la stradina chiamata Butts. Priory Cottage, una casa del XVIII secolo, e un paio di cottage erano gli unici edifici sulla stradina nel 1839. La canonica fu quindi utilizzata come fattoria e nelle sue vicinanzec'erano edifici agricoli. Una scuola in mattoni rossi e un edificio scolastico furono costruiti a Butts nel 1841, una nuova canonica fu costruita sul lato sud a metà degli anni cinquanta del XIX secolo, e quattro cottage vi sorgevano accanto intorno al 1900. La vecchia canonica e la maggior parte degli edifici agricoli erano stati demoliti entro il 1885.

#### Shaw
Nel Medioevo c'erano circa 12 fattorie a Shaw e probabilmente si trovavano tutte nella stradina che in due tratti rettilinei correva tra il confine della parrocchia e un corso d'acqua orientale del fiume Ray. I terrapieni dell'insediamento medievale lungo la stradina furono scavati ntra il 1982 e il 1984. Che l'insediamento fosse pianificato o meno, le fattorie non erano strettamente raggruppate e la stradina, sebbene si chiamasse Shaw Street nel 1668, non divenne una strada del villaggio. Nel 1839 c'erano solo due fattorie accanto alla stradina, quelle di Shaw Farm vicino all'estremità sud-orientale e di Lower Shaw Farm vicino all'estremità occidentale, ma c'erano case, cottage e fabbricati agricoli in altri quattro siti dove prima potevano esserci state delle fattorie. Tra il 1839 e il 1885 fu costruita una fila di otto cottage sull curva della strada e una fila di quattro all'estremità occidentale. Una casa della fila all'estremità occidentale è datata 1876. A metà del XX secolo furono costruite circa 25 case e bungalow lungo i lati della parte occidentale della strada. Nel 1962 il consiglio comunale di Swindon acquistò la fattoria Shaw, su una parte della quale aveva iniziato a scaricare rifiuti nel 1961. Nel 1964 demolì un paio di cottage vicino alla fattoria Shaw e in seguito demolì la fattoria e gli edifici agricoli. Negli anni ottanta, dopo che Shaw fu trasferita a Swindon, l'estremità sud-orientale della strada fu cancellata e gli altri edifici che sorgevano accanto furono demoliti. Sebbene i nuovi edifici di Swindon si avvicinassero ai giardini posteriori delle case, la parte occidentale del vicolo fu preservata, le fu dato il nome di Old Shaw Lane e nel 2004 aveva cambiato poco aspetto rispetto al 1980.

#### Espansione occidentale di Swindon
Lo sviluppo suburbano a ovest del confine del distretto di Swindon, che tocca le parrocchie di Lydiard Tregoze e Lydiard Millicent, era previsto nei rapporti di pianificazione pubblicati nel 1968 e nel 1971. Questi rapporti stabilirono la possibilità di creare villaggi urbani, ciascuno con variei tipologie abitative. Questi a loro volta dovevano essere integrati da centri distrettuali più grandi, che offrivano una gamma più ampia di servizi a un gruppo di villaggi urbani. In previsione dell'attuazione dei piani il distretto di Swindon acquisì terreni in entrambe le parrocchie di Lydiard, in particolare durante il periodo tra il 1972 e il 1975. I primi tre villaggi urbani, Toothill, Freshbrook e Westlea si trovavano tutti in aree precedentemente a Lydiard Tregoze, ma un quarto, Shaw a Lydiard Millicent, fu previsto nel 1975, e i lavori iniziarono dopo il 1981, quando 759 acri erano stati trasferiti dalla parrocchia di Lydiard Millicent a Swindon. La maggior parte dello sviluppo residenziale, industriale e infrastrutturale nell'area trasferita fu intrapreso nell'arco di un decennio e completato prima del 1993, sebbene da allora siano avvenute sporadiche costruzioni, soprattutto nell'area di Hillmead.
L'area edificata in precedenza all'interno di Lydiard Millicent è caratterizzata da strade principali fiancheggiate da alberi di latifoglie che si intersecano in rotatorie. Limitate e definite da questa rete di strade ci sono aree residenziali distinte, ciascuna servita da una strada da cui si diramano brevi vicoli ciechi con case unifamiliari o bifamiliari in mattoni, generalmente di proprietà privata, con occasionali blocchi di appartamenti bassi. Ci sono due centri di quartiere ognuno dei quali ha un centro commerciale di negozi, un centro medico e un pub, che circondano un parcheggio. Al centro di Peatmoor si trova anche una scuola, la Peatmoor Community Primary School, e un asilo nido, mentre a Ramsleaze si trova un programma di alloggi protetti, George Tweed Gardens, e una chiesa interconfessionale, la Holy Trinity. Il centro distrettuale per l'intera West Swindon, con ampie strutture per il tempo libero e lo shopping, una biblioteca pubblica e un hotel, si trova a sud dell'ex area parrocchiale, a Westlea. Sebbene gran parte del terreno in precedenza all'interno della parrocchia sia stato utilizzato per l'edilizia abitativa, sono stati realizzati insediamenti industriali nelle tenute di Rivermead e Hillmead.

#### Altri insediamenti periferici
Le fattorie che sorgevano fuori dai villaggi di Lydiard Millicent e Shaw furono probabilmente costruite dopo che i campi aperti e i pascoli comunali furono recintati attorno al 1570. Nel 1839 c'erano otto fattorie di questo tipo. Parkside Farm a sud del villaggio di Lydiard Millicent e adiacente a Lydiard Park (a Lydiard Tregoze) ha la fattoria più antica della parrocchia, risalente alla fine del XVI secolo. A ovest del villaggio la casa chiamata Grove incorpora parte di una fattoria del XVIII secolo. Intorno al 1820 un blocco a L di mattoni rossi con facciate principali in stucco e un portico colonnato fu aggiunto alla fattoria, e furono costruite una rimessa per carrozze e delle scuderie. La casa fu poi ampliata. Più a ovest, nel XVIII secolo sorgevano la fattoria Godwin's e la fattoria Greenhill. la fattoria di Godwin's fu ricostruita nel XIX secolo e quella di Koffs nel 1910. A est della parrocchia, Brook Farm, Upper Shaw Farm e Kingshill Farm furono costruite a sud del villaggio di Shaw, Roughmoor Farm e Sparcells Farm a nord. Roughmoor Farm fu apparentemente costruita entro il 1650 e, con la possibile eccezione di Kingshill Farm, esistevano tutte nel XVIII secolo. Sparcells Farm sorgeva nella parrocchia di Purton, la maggior parte degli edifici agricoli a Lydiard Millicent. Nel 1839 Kingshill Farm era piccola.  Di queste cinque fattorie, tutti gli edifici agricoli e tutte le case coloniche tranne due furono demolite dopo il 1980 per far posto ai nuovi sobborghi di Swindon. Le fattorie sopravvissute sono quelle di Brook Farm, ricostruita nel XIX secolo e utilizzata come ristorante e pub nel 2004, e di Upper Shaw Farm, apparentemente ricostruita all'inizio del XX secolo e utilizzata come centro comunitario nel 2004. Tra il villaggio di Lydiard Millicent e la strada Cricklade–Marlborough, gli edifici agricoli furono costruiti vicino a un cottage esistente tra il 1839 e il 1885. La fattoria, West Hill Farm, includeva una casa nel 2004. All'estremità occidentale della parrocchia, Home Farm fu costruita a ovest di Wood Lane tra il 1847 e il 1863, e all'incrocio tra Wood Lane e la strada Cirencester e Wootton Bassett, gli edifici agricoli chiamati Plain Farm furono costruiti tra il 1839 e il 1876 nella parrocchia di Lydiard Millicent, accanto a Plain House, che si trova nella parrocchia di Purton.
Nella parrocchia sorsero sei frazioni, apparentemente su un terreno incolto. Lydiard Green era una frazione di nove cottage nel 1839, che sorgeva accanto alla strada che collegava il villaggio di Lydiard Millicent alla strada da Cricklade a Wootton Bassett. Nel 1863 vi fu costruita una cappella non conformista. Greatfield sorse dopo il 1839 sul lato ovest della strada da Cricklade a Wootton Bassett e nel 1885 c'erano diverse case, tra cui quattro ville a tre campate, un paio di cottage, una fila di nove cottage e una birreria. Un grande bungalow fu costruito intorno al 1930 e gli edifici di un centro di giardinaggio al dettaglio furono eretti alla fine del XX secolo. Green Hill si estende per circa 1 km lungo la strada che segna il confine di Lydiard Millicent con Purton. La maggior parte degli edifici si trovava nella parrocchia di Purton, fino a quando i cambiamenti di confine del 1984 li trasferirono a Lydiard Millicent. Nel 1839 circa otto cottage e una fornace si trovavano nella parrocchia di Lydiard Millicent. Holborn era il nome di un piccolo borgo, che si sviluppò dove la strada che collegava Lydiard Millicent Street alla strada Cricklade–Marlborough attraversava il corso d'acqua occidentale del fiume Ray. Nel 1839 lì sorgevano due cottage, nel 1885 era stata costruita una casa lì vicino e nel 1932 furono costruite quattro coppie di case popolari. Nine Elms era il nome dell'incrocio dove una strada da Shaw Street si univa alla strada Cricklade–Marlborough nel 1766 e nel XIX secolo era il nome dell'insediamento all'incrocio e lungo la strada. Nel 1839 c'erano circa 10 cottage, altri cottage furono costruiti più avanti nel XIX secolo, e una cappella non conformista fu costruita all'estremità orientale della strada nel 1852. Shaw Villa, in seguito Elm Grove, una semplice casa classica con una facciata in stucco, fu costruita a nord della strada intorno al 1850, una casa in pietra fu costruita all'incrocio nel 1873 e un pub fu costruito nella strada intorno al 1900. Washpool è cresciuto circa 400 metri a nord di Nine Elms, dove la strada Cricklade–Marlborough attraversa il corso d'acqua occidentale del fiume Ray. C'erano quattro cottage nel 1839, una fila di cinque cottage fu costruita tra il 1885 e il 1899, quattro coppie di case popolari furono costruite nel 1929.

## Economia
L'agricoltura è sempre stata una delle attività economiche più importanti. Nel 1086 a Lydiard Millicent ce n'erano ben 10 fattorie. Nel Medioevo il terreno agricolo nella parrocchia di Lydiard Millicent era costituito da campi aperti e prati e pascoli comuni al centro e all'estremità orientale della parrocchia. Esisteva una fattoria demaniale assieme alle altre e la maggior parte di queste potrebbe essere stata situata accanto alla strada. Le fattorie a Shaw probabilmente sorgevano lungo due sezioni di una strada. Gli uomini di entrambi i luoghi apparentemente condividevano un unico insieme di campi aperti e tutti i prati e i pascoli. I campi aperti probabilmente si trovavano a nord-est della strada a Lydiard Millicent, a sud-ovest della strada e a ovest della strada Cricklade e Wootton Bassett, tutte sul terreno corallifero. Il campo Stone, che potrebbe essere stato delimitato o attraversato da Stone Lane, e il campo Shaw evidentemente si trovavano a nord-est della strada. Sebbene due campi a nord-est della strada portassero il nome Berry nel XIX secolo, il campo Bury si trovava probabilmente a sud-ovest e il campo Braydon si trovava presumibilmente a ovest della strada Wootton Bassett dove avrebbe confinato con il margine della foresta di Braydon. Dei vasti pascoli comuni, Shaw marsh probabilmente si trovava all'estremità orientale della parrocchia, e Lydiard marsh evidentemente si trovava accanto al ruscello a sud-ovest della Street dove i campi erano chiamati Hydes nel XIX secolo. I prodotti agricoli venivano poi lavorati e commercializzati. A Lydiard Millicent c'era un mulino attorno all'XI secolo e due secoli dopo i mulini erano due, uno dei quali era un mulino ad acqua per macinare il grano e faceva parte di una proprietà consuetudinaria del maniero di Lydiard Millicent. Le sue mura e il tetto necessitavano di riparazioni negli anni quaranta del XVI secolo. Nel 1568 il signore del maniero lo vendette e non è chiaro per quanto tempo sopravvisse. Non era in piedi nel XIX secolo e il suo sito è sconosciuto. Il secondo mulino apparteneva all'abbazia di Bradenstoke e all'inizio del XIV e fu apparentemente dato a Robert Russell nello scambio del 1307. Evidentemente discendeva da quella che venne chiamata la tenuta di Chadderton e nel 1586 fu descritto come un mulino a vento in rovina. Potrebbe essere stato costruito su un terreno elevato vicino al sito del fienile di Breach. Non ci sono prove che sia stato ristrutturato e non esisteva più nel XIX secolo. L'estrazione di pietra avveniva sui terreni coralliferi e a ovest della parrocchia. Una cava di pietra che era in uso a metà del XVII secolo potrebbe essere stata quella vicino al sito di Greenhill Farm. Verso la fine del XIX secolo c'era una cava su un terreno di gleba al largo di Stone Lane a nord della fattoria Roughmoor, e una cava fu aperta al largo della strada Cricklade-Marlborough tra il 1899 e il 1922. La cava sul gleba era stata chiusa nel 1920, e la cava vicina potrebbe aver avuto vita breve.
Una fornace per mattoni a Green Hill, presente intorno al 1788, si pensa fosse stata costruita molto prima. La fornace cuoceva l'argilla scavata su un terreno incolto della tenuta di Chadderton, e presumibilmente bruciava il legno cresciuto all'estremità occidentale della parrocchia. La fabbricazione di mattoni nel sito fu portata avanti dalla famiglia Clark dal 1870 circa e cessò intorno al 1880. Una fabbrica di mattoni sul lato ovest di Wood Lane fu aperta tra il 1839 e il 1863. Forse venne chiusa nel 1884. Fino alla fine del XX secolo le attività commerciali a Lydiard Millicent erano quelle tipiche di una parrocchia rurale. Soprattutto a partire dagli anni ottanta la vicinanza di Swindon potrebbe aver stimolato le piccole attività commerciali. Un deposito di carbone nella Street fu acquistato nel 1970 e utilizzato come deposito da Blackfords Fuels, una società di distribuzione di carburante, e successivamente da Blackfords Landscaping Services, che si trasferì nel 1980 in una nuova sede a Green Hill nella parrocchia di Purton.